# Savone
 (juillet 2020).
Si vous disposez d'ouvrages ou d'articles de référence ou si vous connaissez des sites web de qualité traitant du thème abordé ici, merci de compléter l'article en donnant les références utiles à sa vérifiabilité et en les liant à la section « Notes et références ».
Savone (en italien : Savona) est une ville italienne, chef-lieu de la province du même nom en Ligurie, région de l'Italie du Nord-Ouest, bordant la Méditerranée.
Commune du Saint-Empire romain germanique, elle a donné deux papes : Sixte IV et son neveu Jules II. Elle fut annexée en 1528 par Gênes.

## Histoire
Savone est la Savo romaine de la Ligurie antique, où, selon Tite Live, Mago cacha son butin au cours de la deuxième guerre punique. La ville perdit de son importance au cours de la période romaine au profit du port de Vada Sabatia (Vado Ligure), à partir de laquelle une route divergea à travers les Apennins en direction de Placentia.
Après la chute de l'Empire romain d'Occident, Savone a été détruite par le roi lombard Rothari en 641 et réduite en ruines à dater de ce moment. Plusieurs siècles plus tard, c'est devenu le siège d'un comté dans des temps Carolingiens qui dut faire face par la suite à la menace sarrasine.
En 1191, la commune de Savone racheta les territoires des seigneurs féodaux, les Marchesi Del Carretto. Son histoire entière est celle d'une longue lutte contre Gênes. Au XIIe siècle, Savone se construisit un port suffisant, mais au XVIe siècle les Génois, craignant que François Ier de France eût l'intention d'en faire une grande place de commerce en Méditerranée, le rendirent inutilisable en coulant ses navires au moyen de grandes pierres.
En 1746, Savone fut prise par le roi de Piémont-Sardaigne, mais fut rattachée à la république de Gênes selon le traité d'Aix-la-Chapelle.
Lors de la 2e campagne d'Italie, les hauteurs de la ville furent l'enjeu de plusieurs combats, en particulier les 6 avril et 13 avril 1800 les troupes autrichiennes cherchant à se frayer un chemin pour assiéger Gênes.
De 1809 à 1812, le pape Pie VII y fut prisonnier d'État sur ordre de Napoléon Ier.
En 1815, Savone a été annexée au royaume de Sardaigne, dans laquelle elle prit sa place dans l'Italie unifiée en 1861.
Le peintre paysagiste anglais William Turner réalisa une aquarelle représentant La Forteresse Priamar à Savona vers 1828-1837. Elle est conservée à la Tate Britain à Londres.
Pendant la Seconde Guerre mondiale, Savone a été lourdement bombardée. Après la reconstruction, elle développa un centre industriel et maritime, puis devint un important centre touristique dans les années 1970.
Savone est aussi une importante escale pour les navires de croisière de la mer Méditerranée.

## Géographie

### Site
La ville est située sur la Riviera italienne, à la confluence du Lavanestro et du Letimbro et à la conjonction de deux autoroutes : l'autoroute A10, dite autoroute des Fleurs – qui relie Gênes à Vintimille – et l'autoroute A6 Savone-Turin.

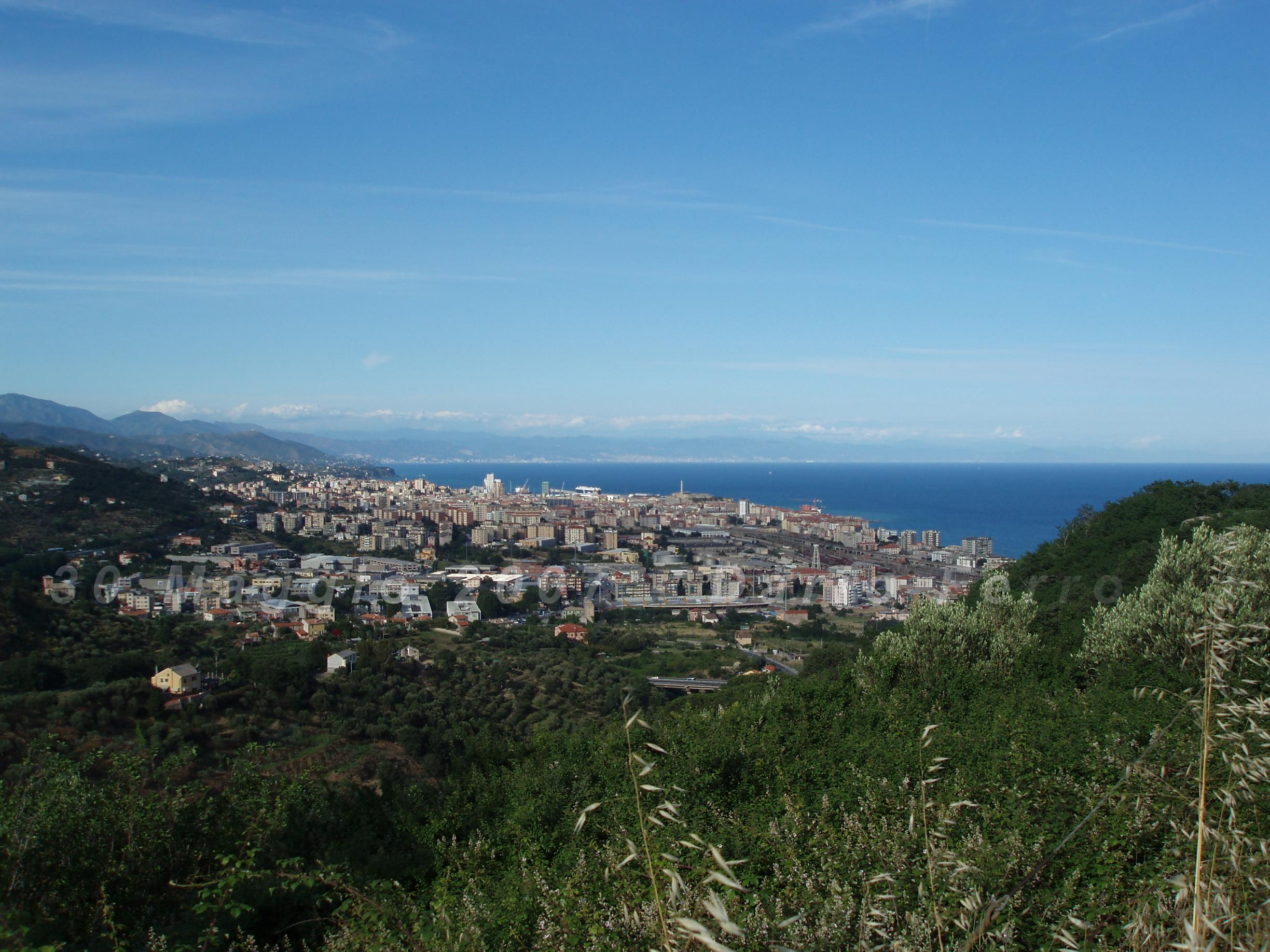
Panorama.

Les plages de Savone ont obtenu le Drapeau bleu en 2008, 2009, 2010, 2011, 2012 et 2013. De même le port touristique de la Vecchia Darsena a obtenu cette reconnaissance au cours des mêmes années. Dans le classement "Ecosistema Urbano" de 2009 rédigé par Legambiente et Il Sole 24 Ore qui mesure la qualité urbaine de tous les 103 chefs-lieux des provinces italiennes, Savone s'est placée à la 7e place.
Au niveau du classement sismique, Savone a été classée parmi les communes italiennes de zone sismique 4 (sismicité insignifiante) par l'ordonnance PCM no 3274 du 20/03/2003.

### Climat
Le climat est tempéré de type méditerranéen. L'été est modérément chaud mais presque jamais étouffant. Pendant l'hiver à Savone, des journées ensoleillées et des températures printanières, soit quand la Ligurie est protégée par l'anticyclone des Açores, alternent avec des journées beaucoup plus froides lorsqu'il se forme des basses pressions sur le golfe de Gênes. Une telle configuration provoque des vents forts de Tramontane et il peut même parfois neiger jusque sur la côte. Dès que cessent les effets de la Tramontane, les brises chaudes de la mer prennent l'avantage et les températures reviennent sur des valeurs printanières.
| Mois                              | jan. | fév. | mars | avril | mai  | juin | jui. | août | sep. | oct. | nov. | déc. | année |
| --------------------------------- | ---- | ---- | ---- | ----- | ---- | ---- | ---- | ---- | ---- | ---- | ---- | ---- | ----- |
| Température minimale moyenne (°C) | 4,6  | 5,2  | 7,6  | 10,5  | 13,8 | 17,3 | 20,1 | 20   | 17,6 | 13,5 | 8,6  | 5,8  | 12    |
| Température maximale moyenne (°C) | 10,3 | 11,6 | 14,2 | 17,6  | 20,9 | 25   | 28   | 27,8 | 24,7 | 20,1 | 14,7 | 11,6 | 18,9  |
| Précipitations (mm)               | 73   | 78   | 93   | 67    | 71   | 40   | 21   | 49   | 71   | 106  | 67   | 60   | 826   |

## Administration
| Période                                  | Période  | Identité    | Étiquette     | Qualité |
| ---------------------------------------- | -------- | ----------- | ------------- | ------- |
| 18 octobre 2021                          | En cours | Marco Russo | Centre gauche |         |
| Les données manquantes sont à compléter. |          |             |               |         |

### Frazione
Lavagnola, Légino, Zinola, Santuario

### Communes limitrophes
Albissola Marina, Albisola Superiore, Altare, Cairo Montenotte, Quiliano, Vado Ligure

## Culture et monuments

### Architecture religieuse

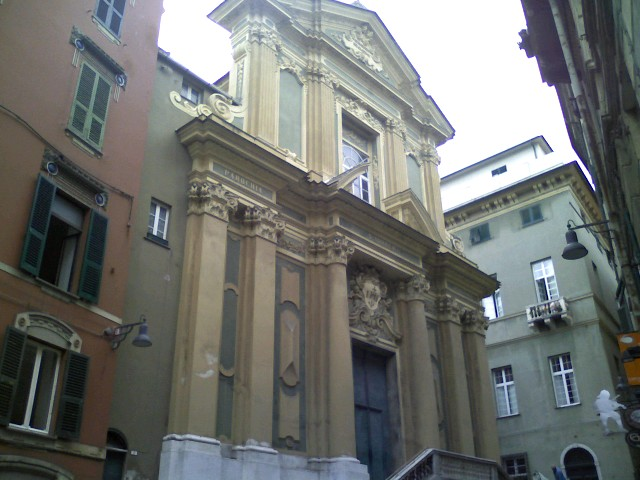
Église Sant'Andrea apostolo.

- Cattedrale dell'Assunta
- Cappella Sistina (it)
- Sanctuaire Nostra Signora della Misericordia (it)
- Oratoire Nostra Signora di Castello (it)
- Oratoire dei Santissimi Giovanni Battista, Giovanni Evangelista e Petronilla (it)
- Oratoire dei Santissimi Pietro e Caterina (it)
- Église San Dalmazio (it)
- Oratoire del Cristo Risorto (it)
- Église Sant'Andrea Apostolo (it)
- Église San Pietro (it)
- Église San Giovanni Battista (it)
- Église Santa Lucia (it)
- Chartreuse de Loreto
- Église du Sacré-cœur (it)

### Architecture civile
- Palazzo Della Rovere
- Villa Cambiaso
- Palazzo dei Pavoni
- Palacrociere
- Villa Zanelli

### Architecture militaire

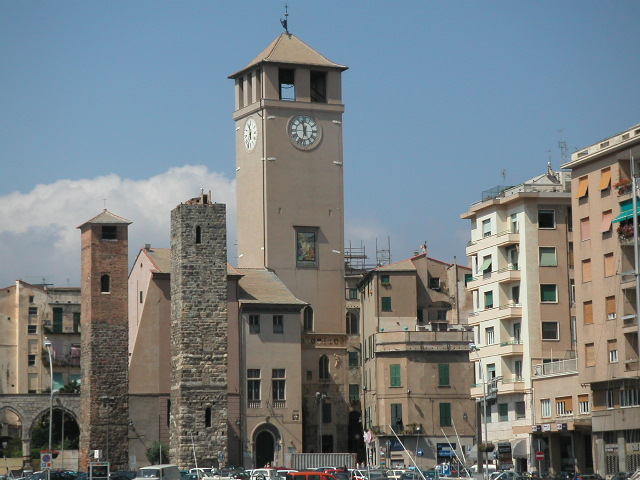
Les Torri del Brandale, del Riario e dei Corsi de Savone.

- Forteresse Priamar (Fortezza del Priamar)
- Torretta (Torre Leon Pancaldo)
- Torre del Brandale a Campanassa
- Torre "La Pancalda"
- Torri Riario e Corsi
- Forte della Madonna degli Angeli
- Forte di Madonna del Monte
- Forte Ciuto
- Castello/Fortezza dello Sperone
- Castello di San Giorgio
- Casa dei Colombo
- Ponte Filippo Maria Visconti
- Ponte di San Giacomo

### Monuments
- Monumento ai caduti Rintocchi e Memorie
- Fontana Lotta tra uomo e lo squalo
- Monumento a Garibaldi
- Tempietto Boselli

## Sport
- Football : le Pro Savone Calcio évolue au stade Ferruccio Chittolina.
- Water-polo : Rari Nantes Savone.

## Personnalités
- Bartolomeo Guidobono (1654-1709), peintre italien
- Giuseppe Pizzardo (1877-1970), cardinal italien
- Paolo Boselli (1838-1932), président du conseil italien
- Christian Panucci, né en 1973, ancien footballeur international italien
- Stephan El Shaarawy, né en 1992, footballeur international italien
- Gianni Baget Bozzo, prêtre et député européen
- Emanuela Abbadessa, née en 1964, femme de lettres, y a vécu et travaillé
- Gabriello Chiabrera (1552-1638), poète
- Leon Pancaldo (1482-1540), marin-explorateur
- Annalisa Scarrone, née en 1985, chanteuse
- Orazio Grassi, né en 1583, célèbre professeur de mathématiques et astronomie
- Nando Gazzolo, né en 1928, acteur et dubber
- Fabio Fazio, né en 1964, animateur de tv
- Francisco Saia, né en 1998, acteur
- Davide Biale, né en 1994, youtubeur et bassiste italien plus connu sous le pseudonyme de Davie504.

## Jumelages
- Villingen-Schwenningen (Allemagne)
- Bayamo (Cuba)
- Île Saona (République dominicaine)